# 空之境界角色列表
本條目為動漫作品《空之境界》中所出現的角色列表。
《空之境界》的作者奈須蘑菇同时也是TYPE-MOON的同人遊戲《月姬》的编剧，因此两个作品在故事背景和世界觀上都有密切的联系，例如主角兩儀式的特殊能力「直死之魔眼」是《月姬》主角遠野志貴所擁有的同名能力。在人物方面，本书中出现的苍崎橙子与《月姬》、《魔法使之夜》中出现的苍崎青子是姊妹关系，本书中的巫条霧絵与《月姬》中的翡翠、琥珀姊妹都是巫净家族的后人。另外此作亦與《Fate/stay night》、《魔法使之夜》等作品享有相同的世界觀與部分角色。

## 主要人物
※名字後方為廣播劇/劇場版動畫聲優

### 兩儀式
兩儀式（聲：川上倫子/坂本真綾）

#### 角色簡介
本作的女主角，多重人格者，她的體內有著女性人格「式」和男性人格「織」。身高160cm，體重47kg。總是身穿和服，有時外面還會加一件紅色皮外套。擁有直死之魔眼的少女。起源是「 」（無、空）（音KARA；無字、空空如也）。
名言：只要是活著的東西，即使是神也殺给你看。
故事起始於兩儀式因車禍意外而昏睡了兩年，醒來後得到了能夠看見世間萬物之死的能力——直死之魔眼。而身為殺人魔的男性人格織則在式遭遇車禍時，爲了保護式而犧牲了自己的性命。其能力直死之魔眼，可以在絕大多數物體表面目視到如同裂紋般的深色線條（常被稱爲「死線」），如果沿線割開就會對物體造成不可防禦、不可治癒的傷害。不過越是抽象的「死」對頭腦的負擔越大，若是過度去理解不能理解的「死」，可能會導致腦死。但式有兩年的時間適應死亡，加上其肉體與根源的連接，所以較能承受其帶來的負擔。出身於退魔四族之一的兩儀家，並被指定成為當家的繼承人  。出院以后在苍崎橙子手下工作并转入礼园女子学院完成自己的高中学业。在《未來福音》時已經成為正式當家，並生下一名女兒－－兩儀未那。 兩儀式體內實際上擁有三種人格：
- 一個是代表陰性、肯定的人格「式」。個性冷酷，認識黑桐幹也之後出現一些變化，但對別人還是比較冷酷。在第二部《殺人考察（前）》之中，因為懷疑連續殺人事件的發生，是自己無法控制兩儀家遺傳的裡人格所犯下的，精神狀況逐漸惡化，最後甚至對黑桐幹也揮刀相向。
- 另一個則是代表陽性、否定的人格「織」。由於處在內側，織僅能接受式壓抑的願望，所以也能說是兩儀式嗜殺的一面，但織本人其實是不喜歡殺人的。個性比式直爽開朗，有些男孩子氣。多在式失去意識或是意識薄弱時處於清醒狀態、或是式主動交換人格時出現，自己平時則選擇沉睡。在劇場版之中 式與織穿外套的方式不同，把外套拉鍊拉上的是式，否則則是織  。
- 《空之境界 終章》揭露一直隱藏的第三個連通根源的肉體人格「兩儀式」（根源式 / 大元），本身是肉體的原人格，肉體人格本不應具備知性，但是兩儀家在創造多重人格時，卻把知性給予根源式，導致根源式的起源「 」被喚醒，並以自己為原型創造出『式』與『織』的人格。如果說式和織代表著兩儀中的陰和陽，其存在就相當於包含這兩者的大圓太極，因此根源式亦為式與織的本質，但兩人都不知道根源式的存在。因為是被強制面對外面的世界，再加上自身對外界的事感到無聊，因此將身體的主導權交給式與織，而自己則陷入沉睡。由於和「 」相連，所以根源式幾乎沒有辦不到的事，在故事末尾曾詢問黑桐幹也是否有想要達成的願望。

#### 製作過程與其他媒體
在2007年第一部劇場版《俯瞰風景》要推出時，負責繪製海報的武內崇腦海裡浮現的第一個印象便是兩儀式從空中墜落，彷彿融化在空中的那種強烈的透明感。聲優板本真綾曾表示，兩儀式與黑桐幹也之間的情感表達，要在「又強又帥氣」的前提下表現出女孩子的害羞，比其戰鬥戲的聲音表現更為困難。表面上表現的凜然而毫無破綻，偶爾也能窺見其女性化的一面；強大－柔軟、凜然－可愛，這樣的反差便是這個角色最吸引人的地方。在《俯瞰風景》最後對黑桐幹也說出「今天你住下來吧。」的式表現出相當女性的感覺，同時也表達式兩人之間微妙而脆弱的距離感。
兩儀式是『月姬』中的主角遠野志貴的原型角色（能力、人格設定方面）。同時於遊戲『Fate/EXTRA』中以「Monster（怪物）」之名作為二周目以後的隱藏Boss出場，EXTRA技能為「無垢識・空之境界」。
兩儀式和根源式之後也在手機遊戲《Fate/Grand Order》的聯動活動中以「Assassin」和「Saber」的職階登場，寶具分別為「唯識・直死之魔眼」和「無垢識・空之境界」。2014年武內崇的首次個人展主視覺也是由兩儀式擔任。
小説以及電影作品中的造型和相同世界觀作品的美綴綾子部分雷同，和兩儀式的另一人格有不少相似之處。

### 黑桐幹也
黑桐幹也（聲：伊藤健太郎/鈴村健一（幼少期：喜多村英梨））

#### 角色簡介
本作男主角。身高173cm。根源式對其起源的描述為「貫徹普通到底，比任何人都不會傷害人」。
溫和、穿著樸素，看似没有任何特異能力以及潮流感的男人，除了人緣好之外似乎没有其他特點，然而卻意外的有著連橙子也為之驚訝的資料搜查能力  。是空之境界系列主要出場人物中唯一的「正常人」。在兩儀式昏迷期間從高中畢業進入大學，對大學生活感到無聊。另外在和式一同遭遇车祸后，式的家人对干也表达了歉意，并对干也之前监视式的做法表示理解。
在一次展覽會上看到了蒼崎橙子製作的人偶，因它與昏迷著的兩儀式相似而受到感動，一路循跡找到了在結界隱蔽下的伽藍之堂，從大學退學成為橙子的工房的打雜社員。因為要離開大學而跟父母非常激烈的爭吵，甚至與家中斷絕關係。不過和表叔秋巳大輔仍有來往。
喜歡兩儀式，雖然在「殺人考察·前」差點被式殺掉，但對她的感情依舊不變。兩儀式昏迷不醒的兩年中，每週到醫院探望她。
在四年以前的殺人事件再度發生後，不斷尋找失蹤的式，並試著查出犯人的身分。最後發現犯人是自己的高中學長白純里緒。之後在與他的對峙中，左眼被刺瞎。
殺人事件解決並出院後入贅兩儀家，和式生下一名女兒－－兩儀未那。

#### 製作過程與其他媒體
負責飾演此角色的聲優鈴村健一受訪時表示，比起兩儀式和蒼崎橙子這類脫離常識的存在，黑桐幹也這個人物就是非常普通的一般人。
為『月姬』中的主角遠野志貴的原型角色（相貌、性格方面）。
小説以及電影作品中的造型和相同世界觀作品的柳洞一成部分雷同，和黑桐幹也的性格有不少相似之處。

### 蒼崎橙子
蒼崎橙子（聲：井上喜久子/本田貴子）

#### 角色簡介
出生於擁有日本第一靈地三咲市的望族蒼崎家，曾就讀過天主教貴族女校禮園。之後透過修業時認識的魔術師，進入倫敦的魔術協會，認識了荒耶宗蓮和柯尼勒斯‧阿魯巴  。魔術界最高位（冠位）的人形（人偶）師，雖然身份是魔術師卻有接近魔法使的實力。曾被授予「赤之稱號」，然而橙子都非常痛恨自己的稱號，因此從學院時代就定下了「所有叫她傷痛之赤的人都要殺」的規矩。抽的香菸牌子是煙龍，點燃了的香箊可以用來做施魔術的媒介。
魔術協會時期的橙子和大多數魔術師一樣，想要到達「根源之渦」。在魔術協會時專攻人偶學和盧恩符文  。人偶學是橙子最擅長的領域，人偶是越古老越接近神秘的越好，但橙子製作的人偶和古董比起來也毫不遜色，也能當作使魔戰鬥。魔術師是不可能製造出和自己一模一樣的人偶，但橙子卻打破了這項法則，製作出與自己完全相同的人偶，隨時預備著一個休眠中的自己。一旦活著的橙子死亡，其記憶就會轉入預備的軀體中甦醒，甦醒的橙子之後會再作出一個休眠的軀體，因為製作出來的肉體與原型無異，連橙子都不曉得哪個才是最原始的軀體。因此，對於橙子能夠毫不在意地拋棄「自我(原始肉體)」，正是讓阿魯巴感到害怕的原因之一，同時也是受魔術協會封印指定的最主要的理由。
幾年後，受封印指定而離開協會，隱姓埋名逃亡到日本，在這之後失去了對根源的興趣，買下一幢廢棄的半成品商業大樓並開設了現在的工房「伽藍之堂」。雖身為黑桐幹也的老板，黑桐鲜花的師父，由於有著「只要能做出來就好」的觀念，所以不作資金籌備之類的工作，導致常拖欠黑桐幹也的薪資。
第四章《伽藍之洞》之中，在兩儀式從昏迷中醒來後以心理治療師的身分與其見面。得知關於兩儀織的存在與消失，而橙子說的話成了兩儀式出院前的一大精神寄托。後來發現式擁有直死之魔眼，因此邀請她到伽藍之堂工作，順便教導她直死之魔眼的用法。
對幹也與式的關係總以過來人的身分提供這兩人最低限度的協助。在白純里緒事件最後，黑桐去找式的時候就察覺了「不論是生是死，這兩人應該會在一起」，隨即將工房搬離了現址。

#### 製作過程與其他媒體
原作中頭髮為淺藍色，不過在劇場版製作過程中，因整體色調方面的考量，髮色調整為橘紅色。本作中的蒼崎橙子是魔法使之夜的五到十年之後，本作的橙子顯得更成熟。此角色有人為的雙重性格，指的是當她戴著眼鏡時語氣溫柔，拿下眼鏡時會變成冷酷的語調。負責的聲優本田貴子認為與其說是人格上的轉換，不如說是以自然的情緒變化來演繹角色的聲線。
在其他和空之境界相同世界觀的作品中，都能找到橙子的蹤跡。『月姬』中，青子贈與志貴的『魔眼殺』眼鏡，原本是橙子做來給兩儀式用，但被拒絕後，就被青子給搶走。『Fate/stay night』的“Heaven's feel”路線中，衛宮士郎的替用身體是橙子在學院留下的人偶，值得一提的是本人亦在劇場版動畫『Fate/stay night Heaven's Feel』第三章結局時客串演出（雖然只有背影）。『Fate/Zero』中，肯尼斯·艾爾梅洛伊·阿其波盧德的雙手義肢剛開始猜測是出自橙子之手，在『君主·埃爾梅羅二世事件簿』中，已經確定義肢是出自橙子。『Fate/strange Fake』中有出現橙子製作的義手。『Fate/EXTRA』也有出場，負責魂之竄改的工作。

### 黑桐鲜花
黑桐鲜花（聲：田村由香里/藤村步）

#### 角色簡介
黑桐幹也的妹妹。起源為「禁忌」，因此自小喜好獨特的事物和行徑。愛上親生哥哥是她起源最明顯的表現。與幹也不同，是完美的優等生。隱瞞對幹也的感情，一直扮演著「能幹的妹妹」；但已經被兩儀織與蒼崎橙子看穿。首次出現於第三章《痛覺殘留》，與淺上藤乃一起就讀於日本少有的正統天主教貴族女校禮園。
性格上，擅於算計，認為長期與哥哥住在一起，只會讓他將自己當妹妹看待，因而稱病長期寄住鄉下親戚家，想讓哥哥對自己血親的關係感覺淡泊後，再以她理想中的女性形態出現，讓他愛上自己，卻因為式的出現而打亂計畫。久違的返家後，正準備迎接哥哥時，目賭了哥哥帶著式（織性格）一起回來的情景而陷入昏厥。此後，因為對式抱持的敵對心態，為了與式對抗而以見習魔術師的身分成為橙子的弟子，但因為鮮花只是將魔術拿來利用，所以身分更接近「魔術使」  。

#### 製作過程與其他媒體
第六章監督三浦貴博受訪時表示，由於這章是第一次向觀眾呈現這個人物的全部，製作上各方面都下了苦功。第六章劇場版原案只有30分鐘，但討論後為了最大幅度的展現黑桐鮮花的魅力，Ufotable對原作進行大幅度的更動，最後變成60分鐘的劇場版。例如，劇場版原創黑桐鮮花看到兩儀式和狗嬉戲的場景，不但表現出兩儀式較為普通的一面，也由這個情節再次表現出黑桐鮮花對她的敵意態度。Ufotable的社長進藤光更說，如果第六章是以黑桐鮮花為主軸的故事，那監督交給三浦貴博就對了。  兒時的造型在小説以及電影作品中的造型和《Fate/stay night》中女主角之一的遠坂凜有部分雷同，和遠坂凜的性格亦有不少相似之處。

## 第一章《俯瞰風景》出場的人物

### 巫条霧繪
巫条霧繪（聲：伊藤美紀/田中理恵）
因身患惡性腫瘤而長期臥病在床的女性，嚮往飛翔與感受生存的實感。出身於退魔四族之一的巫淨的分家巫條家，自己也是巫條家的最後一人，起源為「虚無」。
由於長年只能待在病房裡望著窗外的風景，因此漸漸把這風景牢記在腦中，得到了「俯瞰」的能力。對於只能俯瞰卻無法親身接觸到的窗外事物感到厭惡和憎恨，但仍然渴望去到外界、希望擁有能自由行動的身體。是荒耶宗蓮為了得到兩儀式而利用的三個祭品中的一人，借荒耶宗蓮之力，得到了「雙重存在」的能力，以一個人格操縱兩個身體。但那個「雙重存在（二重軀體）」後來卻捨棄了她原本的軀體，不再受巫条霧繪本人控制。那個身體也只能飄浮在巫條大樓之上，無法自由地飛翔，並導致八名在無意識中自認為能飛行的少女墜樓身亡  ，新聞將之視為無關連性的高中女生連續跳樓自殺事件。
對兩年間內每週絕對會抱著美麗鮮花來醫院探望兩儀式的黑桐幹也抱有好感，受到幹也特殊氣質的吸引，感到和他在一起，或許能在活著的狀態下飛行，而不再毫無目的地漂浮，因此試著把幹也帶到自己身邊 。在幹也到巫條大廈調查時將幹也的意識帶走，幹也因此陷入昏迷。雙重存在（二重軀體）之後被來到巫條大廈取回幹也意識的式給殺死。在那之後，巫条霧繪和來到病房來探望她的蒼崎橙子交談。後因感到自己讓毫無關係的人自殺的罪惡感，也為了再一次感受一度接觸過的死亡體驗，在談話後到巫條大廈跳樓自殺，死時27歲。
巫条康紀
巫條霧繪的父親。
與其妻子、霧繪及其弟為一家人。在一次事故中除霧繪外全部過世。

## 第二章《殺人考察（前）》出場的人物
秋巳大輔（聲優：東地宏樹）
黑桐幹也的叔叔，在警局當刑警。在幹也父親的弟弟中年纪排行最小，與幹也年齡接近，因此大輔很中意幹也，兩人感情好到跟親兄弟没兩樣。常常把警局裡的信息透露给幹也。身為警視廳搜查一科刑事，據說在警局裡是數一數二的怪人，也是幹也和蒼崎橙子的良好情報來源。對橙子有些意思，曾約會過幾次，不過就幹也的觀察似乎皆以慘敗收場。
硯木秋隆（聲優：保村真）
兩儀家的管理人，負責照顧式的起居。
學人（聲優：高橋研二）
黑桐幹也的童年玩伴和高中同學，高中柔道部成員。交遊廣闊，甚至也有一些不良少年或毒品販子的朋友。在第三章《痛覺殘留》中，黑桐幹也因為蒼崎橙子沒付薪水而向他借錢，同時學人也委託黑桐幫他找出他們的學弟湊啟太的下落。
白純里緒（聲優：保志總一朗）
參見空之境界人物列表#第七章《殺人考察（後）》出場的人物

## 第三章《痛覺殘留》出場的人物

### 淺上藤乃
淺上藤乃（聲優：能登麻美子）

#### 角色簡介
身患無痛症，慘遭多位不良少年長期輪暴與施虐的少女，是荒耶宗蓮為了得到兩儀式而利用的三個祭品中的一人，起源不明。出身於退魔四族之一的淺神家  。幼時因為具有不經碰觸即可彎曲物體的能力，因此被視作詛咒之子遭到迫害。自六歲開始，藤乃連同感覺一起失去能力；名義上是罹患無痛症，實際上是其父親在她得到視神經脊髓炎後，又刻意要求醫師給予止痛藥，利用封閉感覺來封住能力。但封閉感覺不但造成藤乃感覺不到活著的實感，也使她難以對別人表達內心的感受。國中時，藤乃曾在扭傷腳踝時受到黑桐幹也的幫助，能夠察覺她不為人知痛苦的幹也，從此在她心中留下深刻的印象。高中就讀於禮園女學院，和黑桐鮮花是關係不錯的朋友，但始終沒發現鮮花的哥哥就是她一直想再見一面的人。
某天遭到不良少年擄走並開始了長期遭到輪暴與施虐的日子。由於藤乃感覺不到痛楚而不反抗，對方也食髓知味而逐漸變本加厲。一次被其中一名少年以金屬球棒毆打背部導致脊椎骨受傷，無痛症因此間歇性的得到醫治，而感受到了痛覺。之後遇到了荒耶宗蓮，並且接受其誘惑而得以間歇性恢復感覺及超能力。某天晚上，藤乃再度受到不良少年們脅迫，並且遭到其頭目持刀威脅，而藤乃就在被刺傷之後恢復了超能力 ，進而用她的能力殺害了不良少年五人中的四人。痛覺恢復時，從殺害人的體驗中感受到生存實感與愉悅，於是開始從殺害施虐她的人，轉變為殺戮無辜的人。
她的能力是「扭曲之魔眼」  ，是以視覺作出回轉軸的魔眼。本來是超能力，但因為受到藥物抑制所以介於超能力和魔術之間。藤乃的魔眼和直死之魔眼一樣受自身認知的影響，只要藤乃認為「無法扭曲」，那樣東西就不能扭曲。另外也無法扭曲魔術防壁及結界，雖然可以去扭曲施展它們所用到的基座，不過藤乃不具備魔術知識所以難以有效活用。
藤乃一開始是藉由釋放能力來獲得原本失去的痛覺，但到最後她已經變成了一個單純熱衷於殺戮的殺人狂，兩儀式也因此不得不和她決鬥。雖然藤乃用超能力扭斷了式的左手，但最終還是因能力不敵而敗在式的手下。在將被殺死的最後一刻發展出「透視」，將整座大橋都扭曲毀掉。最後式沒有動手殺死藤乃，只是使她昏厥並入院接受治療。
在事件結束後，回歸了日常生活，但雙眼的視力已經失明，平時行動需要拐杖，不過由於與式決鬥時覺醒了透視的能力，現在依舊能夠扭曲任何事物。

#### 製作過程與其他媒體
作者奈須蘑菇受訪時表示淺上藤乃是這部作品全篇最不可理喻，攻擊力最強的存在。在劇中表現出色，深受戲迷喜愛。2012年TYPE-MOON角色人物投票中榜上有名。劇中負責引出第三章的主題－－「痛並非負面，而是不可或缺的存在」。負責飾演此角色的聲優能登麻美子在訪談時表示，對於淺上藤乃而言「活著」等於「痛覺」；因為有了痛覺才有了想活下去的動力。而它的痛覺與感情在小時候隨著他的能力「扭曲之魔眼」一起被封印了起來。而現在能力與痛覺一起回來的代價，便是破壞與殺戮。追根究柢，她應該是不喜歡殺人的，但在釋放能力的同時，隨之而來的痛覺卻讓她有了活著的實感。這也是這位角色最大的矛盾與看點。負責設定角色形象的武内崇認為，淺上藤乃是本作中最引人深思的角色之一。如果兩儀式是融化於空中的形象，淺上藤乃就是在赤黑的斑駁中微笑的形象。
為『Fate/stay night』中的角色間桐櫻的原形，本人的部分經歷也沿用到『月姬』中的琥珀身上。
藤乃亦在手機遊戲《Fate/Grand Order》的合作活動（復刻）中擬似Servant（從者）化並以「Archer」的職階登場，寶具為「唯識・扭曲之魔眼」。
湊啟太（聲優：浅沼晋太郎）
黑桐幹也與学人的學弟，中輟生。凌辱並強暴淺上藤乃的不良少年團體中的一員。最後一次凌辱浅上藤乃的五人中唯一一個生還者，之後被浅上藤乃追殺。幹也在受到學人的委託後，將他带到橙子的工房保護。
浅上康蔵
淺上藤乃的繼父，淺神家的分家淺上家的當主，知道淺上藤乃的異能。
在觀布子市發生離奇殺人事件後，馬上發覺是藤乃所為，因此委託蒼崎橙子將藤乃殺掉。

## 第四章《伽藍之洞》出場的人物
蘆家（聲優：石上裕一）
式遭受事故後入院（劇場版為觀布醫院）的腦外科主治醫師。性格十分認真誠懇，與月姬中登場的同姓氏腦外科醫師關係不明。

## 第五章「矛盾螺旋」出場的人物

### 条巴
（劇場版聲優：柿原徹也 / 幼年期：五十嵐裕美）

#### 角色簡介
年紀約15-19歲的青年。身材瘦弱、嬌小，有著一頭紅髮和女性化的外貌。起源是「無價值」。在初中時曾是田徑界知名的短跑健將。但是卻因為父親無照駕駛撞死人而被校方排斥，離開了校隊，最後離開學校，靠打工養活家人。家中三人根本沒有什麼交流，因而變成了荒耶宗蓮理想中接近崩壞狀態的家庭，被接進了荒耶的小川公寓中住下。由於結界「奉納殿六十四層」的影響，臙條一家在遷入後不久便家庭崩壞。
以為自己殺害了雙親，實際上只是荒耶為了實現公寓中的生與死的「輪迴」而作出的人偶之一。真正的臙条巴早在半年前死亡。在結界中的臙條家每日都會上演昔日的悲劇。身為人偶的臙條巴將自己日復一日被母親殺死的慘劇當成惡夢，在這個惡夢的壓力下，他轉而殺死了自己的雙親，逃出了小川公寓。荒耶對意外逃出結界的人偶臙條沒有過多的留意，只是當作無用的棋子，給他刻下了「關心兩儀式」的暗示，設計了沒有抱有過高期望的二次計劃便棄之不顧。
流浪在街頭數日的巴在被不良少年群體鬥毆時與式相遇，對式一見鍾情，開始了斷斷續續將近一個月的同居生活。幫式換上了一把新的門鎖，也對兩儀式產生了情愫。但之後，巴無意中將式引入到了荒耶的圈套中。式被捕獲後，被荒耶放走的巴在黑桐幹也的幫助下弄清了真相，想起了自己早已遺忘的「家族愛」，與黑桐一同實行救出式的計劃時，發現自己是人偶的事實。最後在單獨前往頂樓挑戰荒耶為荒耶所殺，不過也為式爭取到逃脫結界的時間。

#### 製作過程與其他媒體
条巴在本作的一大看點是「複製品與本尊」之間的張力。原本的臙條巴早已死去，即使如此也無法斷言，身為複製品的臙條巴對兩儀式的情感就是假的。奈須蘑菇在訪談中指出，當弗兰肯斯坦愛上少女時候，那是怪物自己的愛嗎，還是製作出怪物的那個人的愛呢。對奈須蘑菇來說，被荒耶植入的程式雖然不是自己的，但臙条巴對兩儀式的心是真實的。武内崇訪談中表示，像臙条巴這樣雖然不是英雄卻是主人公的角色在奈須蘑菇的作品中十分常見。這種平凡的角色擔任著平衡故事的作用，超人們的打鬥中正是因為有這些普通的人，才更加熠熠生輝
『Fate/stay night』主角衛宮士郎的角色原型。
恰好在劇情中被安排以失去左手以接受自己的真實身份，以及在此以後依舊戰鬥。這點與衛宮士郎的角色設定有所相同。

### 荒耶宗蓮
荒耶宗蓮（聲優：中田讓治）

#### 角色簡介
存在於世已有兩百年的天台密宗僧侶、魔術師，追求根源的魔術師，整個事件的幕後策劃者。自身的起源是「靜止」，覺醒後能在結界中以靜止物的概念移動和受保護，因此更變得幾乎不老不死。面對不斷重複的死亡壓倒性的數量而領悟到了渺小的他拯救不了每個人的事實，也開始因所見的各種惡行質疑人類是否有被拯救的價值。在產生「對我來說，誰都救不了」的絕望念頭後，認為若不能拯救人們，至少要清楚記錄下他們的死亡。因此想通過收集死亡，企圖解讀人類的起源和追尋所謂的「根源之渦」，以達到自我救贖。
空之境界本身也可以說是荒耶宗蓮挑戰「無」的故事。他發現兩儀式後先利用「三枚棋子」試圖令式自覺到自己的起源，並想將她那接近起源的身體占為己有。企圖將他自己的腦髓移植到兩儀式的肉體內，透過身體上的魔眼來觸及根源。荒耶宗蓮通過追求「魂之原型」習得喚醒起源之術，並用此術喚醒了自己和白純里緒的起源。在左手中植入了聖僧的舍利子，以此強化身體。生命力也因此變的極強，未覺醒的兩儀式無法看清他的死之線。
為了開啟通往根源的通道而建造螺旋型對稱的小川公寓，其中有著名為「奉納殿六十四層」的結界  ，是荒耶心象世界的具現化，太極之法陣。此結界與荒耶的身體同步化，因而擁有匹敵固有結界的力量，使得荒耶能做到在其中自由轉移、壓縮空間等魔法級别的事，也不須像一般的固有結界那般通過消耗魔力對抗世界的修正（不過終究沒有逃過抑止力）。後打倒由臙条巴意外帶來的兩儀式，將她封入閉鎖的空間中。但荒耶為解決臙条巴花了太多時間，使得式得以恢復意識並脫困。最终荒耶敗亡於直死之魔眼。

#### 製作過程與其他媒體
奈須蘑菇在訪談中指出，此角色想形塑出一個弱小的人類想變得比誰都強的悲哀與可笑。負責此角色的聲優中田讓治在訪談中表示，他會以「乖僻」、「頑固」、「虛無」、「求道者」等關鍵字來形容此角色。他認為此角色不是單純的反派，而是其嚴厲的性格使之在追求目標的道路上脫離了正軌。因此在演繹上注重表達出荒耶的專注與執念。

### 科爾奈利烏斯·阿魯巴
（聲優：遊佐浩二）

#### 角色簡介
魔術師，隸屬倫敦的魔術協會「時鐘塔」，蒼崎橙子與荒耶宗蓮求學時期的同學。阿格里帕·馮·內特斯海姆的直系子孫。金髮藍眼，穿著紅色外套的德國人。鐘塔中部組織“修本海姆修道院”的下任院長。年齡接近五十歲，但外表看起來是二十歲左右的美青年。起源是「反證」。
作為魔術師的實力一流，不到兩秒的詠唱就能出現超過攝氏千度的火燄。同時也是人偶師。在協會時的研究目標和橙子相似，一樣專長於盧恩符文（Rune）和人偶製作，但橙子在這兩方面都後來居上。對相當注重名聲的阿魯巴來說，橙子高出他的能力和對他低評價的態度是無法忍受的事。個性上偏好浮誇，這點也相當程度反應在過去的咒文詠唱上。但性格方面的問題有點麻煩。荒耶在小川公寓中進行的實驗中「準備人類的身體，使其只靠腦部就繼續生存下去」是他的技術。
協助荒耶進行開啟根源之渦通路的計畫，代價即是橙子的性命。第一次和橙子對決時，原本要被殺死的阿魯巴得到荒耶的協助而活下來，之後又把橙子保存靈魂的頭部毀掉。結果卻讓橙子的「轉生魔術」發動，使下一個橙子啟動。第二次對決時，對橙子能毫不猶豫捨棄自我感到害怕，並承認自己和橙子作為魔術師的水準差距。因為先前對橙子的頭顱說了「傷痛之赤」的禁忌之名，而被橙子的立方體行李箱使魔吃掉。死前最後想到的是和荒耶還有橙子這兩個「怪物」扯上關係而感到後悔。

#### 製作過程與其他媒體
本角色在第五章劇場版製作時才有正式的形象設計。在劇中表現出非常強烈的，樂極生悲的雜魚形象。其顯露出的自我中心與自我表現慾望，是被俗世慾望困住的男性，和荒耶宗蓮正好形成對比。
『Fate/Zero』動畫第十八集，年輕的阿魯巴帶頭魔術協會魔術師殲滅了衛宮切嗣遭死徒化活屍感染的故鄉。
条楓（聲優：伊藤美紀）
巴的母親，娘家為富裕的望族，為了嫁給孝之而與娘家斷絕關係，不過在孝之遭遇事故後，向娘家低頭以求得援助，同時也從事著自身不擅長的兼職工作來幫助家計，性格溫和，甚麼事都悶在肚子裡，漸漸的與孝之產生鴻溝而遭受其暴力對待，之後殺害了孝之，並且被害怕被殺的巴給殺害。
實際上，她並没有被巴給殺害，而是在殺害孝之與巴兩人後自殺。
条孝之（聲優：山野井仁）
巴的父親，本來組成了幸福的小家庭，常教育巴家庭的規矩與如何守護好家族，不過因為酒駕而被吊銷駕照，之後又無照駕車造成死亡事故，附近的鄰居因而蔑視臙条一家並與他們疏遠，之後不斷的搬家，最後落腳在小川公寓，與親戚的往來也斷絕了，之後沉浸於酒精中，不斷的對妻兒施暴，最後被再也無法忍受的楓給殺害。

## 第六章《忘卻錄音》出場的人物
劇場版與原作小說有所出入，以下內容敘述共通設定之後分述劇場版與原作小說之差異。

### 玄霧皋月
（聲優：置鲇龙太郎） 

#### 角色簡介
黑桐鲜花所在的禮園的外語老师，接替葉山秀雄成為一年四班的導師。在學生中有相當高的人氣，其他老師的評價也很好。有著與黑桐幹也十分相似的人畜無害的長相與氣質。真實身份是受到協會封印指定的魔術師，因為年幼時殺死意圖抓走自己的妖精而被詛咒，因此得到使用神話時代時能與萬物溝通的統一語言。被稱為“偽神之書”、“统一言語師”，被評價為“世上最强的言語催眠師”。原本是應荒耶宗蓮的邀請而來到日本，負責幫助兩儀式恢復昏迷的兩年之間的記憶藉此讓她覺醒，不過最後也沒有派上用場。長期為達成別人的願望而活，但實質只是為了自我的追求。只能靠獲取別人頭腦中的記錄而瞭解外界發生的事件，並且只能理解文字；就連辨認他人，都是將他人的資訊轉化為文字，再與頭腦中的記錄相對照而得以實現。
原作小說中，與兩儀式對峙時將其催眠，並讓她重見自己出事故當晚的情況。後被黃路美沙夜殺死，並得出自己人生真正的追求。

#### 製作過程與其他媒體
作者奈須蘑菇受訪時表示這個角色設定是黑桐幹也扭曲的鏡像角色，雖然外貌相似，但是貨真價實的trickster（騙子、魔術師、惡作劇者）。在劇中是一個比黑桐鮮花還外圍的角色，即使他不在《空之境界》的故事也會繼續運轉。監督三浦貴博受訪時表示，這個角色出現的話故事就會突然變得複雜，因此製作上下了不少苦心，對原作內容做了一系列更動。

黄路美沙夜（聲優：水树奈奈）
黑桐鲜花的學姊。與橘佳織關係很好。愛慕玄霧皋月，跟玄雾皋月學習操縱妖精的魔術的見習魔術師。能力為獲取他人大腦中關於過去的紀錄，實際上其能力的發揮完全依靠被玄霧皋月附在其身上的妖精，而她本人直到身上的妖精被黑桐鮮花殺死後才意識到這點。
原作小說中，寫給一年四班的信件均出自她手，目的是逼迫一年四班全體學員自殺，作為他們傷害已經懷孕卻不願墮胎的橘佳織的報復。
橘佳織（聲優：喜多村英梨）
鲜花所就讀的禮園的一年四班的学生。從小學起就是黄路美沙夜的學妹，兩人之有如親姊妹一般。本人由於懷孕並且受班級同學冷眼而承受巨大的心理壓力，但由於其是虔誠的基督徒故而不得自殺，最後在火場中「放棄求生」殺死自己並承擔全班同學的罪孽。
在劇場版中，是由於親眼目睹班導葉山秀雄吸毒，葉山秀雄為了封口而被強行餵毒，其後因為無法原諒自己染上毒癮而企圖自殺，但在最後仍被救活。
葉山秀雄（聲優：石上裕一）
鲜花所就讀的禮園的一年四班的前導師，在校内不受歡迎。宿舍起火事件後失蹤，由玄雾皋月接替其導師職位。原作小說中，成為禮園教師目的是為將禮園的學生帶出校外仲介援交以償還賭債。身份是禮園前理事長的弟弟，口頭禪是：“為什麼老哥不讓我當理事長？”
紺野文绪
鲜花所就讀的禮園的一年四班的班長。身材高大，頭腦伶俐。
瀨尾靜音（聲優：井口裕香）
參見空之境界人物列表#《未來福音》出場的人物

## 第七章《殺人考察（後）》出場的人物

### 白純里緒
（聲優：保志總一朗）
這個角色是大BOSS荒耶宗蓮退場後的遺留物。
於第二章殺人考察（前）第一次出現，並没有透露姓名，僅在學校裡和兩儀式搭訕，並留下「四次好像有點太過火了吧？」這句曖昧的話便離開；之後在第七章殺人考察（後）中再次出現，並揭露兩年前連續殺人事件的真相。
荒耶宗蓮為了得到兩儀式而利用的三個祭品中的一人。黑桐幹也的高中學長。曾經向兩儀式告白卻被式以「我討厭軟弱的人」殘酷的拒绝了，為此陷入低潮的白純里緒打算通過「揍人」來證明自己並不軟弱，卻在鬥毆時失手將對方打死，精神瀕臨極限的他自覺到自己的本質；在隨後出現的荒耶宗蓮幫助下，喚醒了自己的起源。後來聲稱找到想做的事而自行退學，之後進行販賣毒品的生意。
其起源為「進食」，被橙子認定應是連續數世生為掠食者所結出的果。起源覺醒後能以驚人的速度吞噬掉整具屍體（一個小時），同時被賦予了掠食獸般的運動能力（攀爬與跳躍）。獨自研發的毒品「血晶片」是染上自己鮮血的紙劑，服用後的人會出現不可思議的巨大食欲。

## 《未來福音》出場的人物
瀨尾静音（聲：井口裕香）
黑桐鲜花的室友，拥有未來視（預測未來）的能力，能清楚知道三天後的事，也能模糊感應較遠以後的事。
對於可自己可以看到未來這件事感到罪惡與恐懼，在幹也的開導下釋懷。對幹也有些微好感，但在看到式後知道自己毫無勝算而打消。而在離別時感應到未來而警告幹也，與式來往可能會有危險。(詳情請看殺人考察（後）內容)
作者奈須蘑菇受訪時表示自己在構思時便很喜歡這位角色。原本只是單純設計出一個和黑桐鲜花相配的室友，在《未來福音》中更是把她延伸為一個讓人覺得心情舒適的角色。
直美（聲：大西沙織）
瀨尾靜音的同学兼好友，姓氏不詳，來自香港，曾提起自己弟弟動過頭部手術。
倉密目留海（聲：石田彰）
一名傭兵炸彈魔少年，擁有未來視（測定未來）的能力，因而對人生感到無趣，常受委託進行一些恐怖行動，不過從不傷害人命。
因為被式看到真面目而企圖殺死式，最後被式以直死之魔眼看清其圈定的未來並連帶殺死其未來視的能力。
觀布子之母（聲：くじら）
觀市子市區中一位有名的占卜師，會告訴別人迴避不幸的方法，若不照做無一例外的會遇上不幸，所以她的占卜是百分百準確的。擁有著既非預測也非測定、而是真正能看見（所有）未來的未來視。對失去未來視的瓶倉光溜以前同行稱呼。
在一個夜晚中為織占卜，卻看不到讓他免於不幸的方法。指說他無論如何都會消失，沒有任何一絲的未來，但奇怪是，即便如此，他的夢想還會延續下去。這暗示著即使「織」死去，另一個人格「式」仍會存活，因此最後「兩儀式」這一人物能幸福的活下去（這即是「織」的夢想）；另一說「織」的夢想為黑桐幹也，暗示幹也經歷殺人考察（後）事件後生還。詳見空之境界# 《空之境界 終章》）
兩儀未那（聲：金元寿子）
幹也與式的女兒，因為幹也入贅兩儀家而跟隨母親姓兩儀。因欣賞光溜的作品而前去幫助光溜不被債主為難，時常跑去找光溜玩，順便幫他工作。誓言要從母親那裡把爸爸搶走。稱呼幹也為「爸爸」、式為「母親」、織為「父親」。雖然未那是黑桐幹也和現任當家兩儀式的女兒，但是未那本人並不喜歡別人稱呼她為“大小姐”。
在《Fate/Grand Order》的活動「隈乃溫泉殺人事件」中由父親幹也抱着出場。
瓶倉光溜（聲：石田彰）
即為以前的炸彈魔倉密目留海，在失去未來視後過著正常的生活，成為一位繪本作家。
由於銷售不好而債台高築，但也因而結識未那，現在在兩儀家底下經營一所徵信社，同時繼續做繪本作家。
似乎只要戴上特製眼鏡就能暫時恢復未來視（預測未來）。

## 《未來福音 Extra Chorus》出場的人物
淺上藤乃（聲優：能登麻美子）
在事件結束後活了下來，回歸了日常生活，但雙眼的視力已經失明，平時行動需要拐杖，不過由於與式對決時覺醒了透視的能力，現在依舊能夠扭曲任何事物。
而後一直看到宮月的行動怪異，並且關注著她。在宮月試圖自殺時現身阻止，告知她自己就是過去事件中的殺人鬼，並用能力讓宮月產生對死亡的恐懼，最後讓宮月打消自殺念頭。這事件讓她有種宛如心中的大石頭終於可以放下，豁然開朗的感覺。
宮月理理栖（聲優：種田梨沙）
在由子自殺後，認為與自己有關，一直萬分後悔，會到由子自殺地點獻上白百合。
曾經找過由子想要一起自殺：「和這骯髒的未來永別，和我成為永恆。」但被由子阻止。
有想要追隨由子自殺的念頭，最後被覺醒的淺上藤乃說出由子曾說過的話阻止:「無論多麼痛苦，都希望你相信這個世界是美麗的。」
聽完後崩潰痛哭，打消自殺念頭。
安藤由子（聲優：無）
俯瞰風景的八名犧牲的少女其中之一。
於家人離散、債台高築，母親不明原因死去，且被宮月慫恿一起自殺：「和這骯髒的未來永別，和我成為永恆。」但最後卻只有由子跳下了巫條大樓。